# Michael Delura
Michael Delura (*Gelsenkirchen, Alemania, 1 de julio de 1985), futbolista alemán, de origen polaco. Juega de volante y su actual equipo es el Arminia Bielefeldde la 2. Bundesliga. 

## Selección nacional
Ha sido internacional con la Selección de fútbol de Alemania Sub-20.

## Clubes
| Club                     | País     | Año       |
| ------------------------ | -------- | --------- |
| Schalke 04               | Alemania | 2003-2005 |
| Hannover 96              | Alemania | 2005-2006 |
| Borussia Mönchengladbach | Alemania | 2006-2007 |
| Panionios NFC            | Grecia   | 2007-2009 |
| Arminia Bielefeld        | Alemania | 2009-     |

- Datos: Q529451